# 1673
- Wikisource

| Calendário gregoriano                                                        | 1673 MDCLXXIII                       |
| Ab urbe condita                                                              | 2426                                 |
| Calendário arménio                                                           | 1122 – 1123                          |
| Calendário bahá'í                                                            | -171 – -170                          |
| Calendário budista                                                           | 2217                                 |
| Calendário chinês                                                            | 4369 – 4370 Início a 17 de fevereiro |
| Calendário copta                                                             | 1389 – 1390                          |
| Calendário etíope                                                            | 1665 – 1666                          |
| Calendários hindus - Vikram Samvat - Calendário nacional indiano - Cáli Iuga | 1728 – 1729 1594 – 1595 4773 – 4774  |
| Calendário Holoceno                                                          | 11673                                |
| Calendário islâmico                                                          | 1084 – 1085                          |
| Calendário judaico                                                           | 5433 – 5434                          |
| Calendário persa                                                             | 1051 – 1052                          |
| Calendário rúnico                                                            | 1923                                 |
| Calendário solar tailandês                                                   | 2216                                 |

1673 (MDCLXXIII, na numeração romana) foi um ano comum do século XVII do atual calendário gregoriano, da Era de Cristo, e a sua letra dominical foi A (52 semanas), teve início a um domingo e terminou também a um domingo.
| Ano completo                    |
| ------------------------------- |
| Ano comum com início ao domingo |

## Eventos
- 21 de fevereiro - Realiza-se em Paris a inumação de Molière, durante a noite. Em 1817 será trasladado para um túmulo no Cemitério do Père-Lachaise construído em sua homenagem.
- 23 de março - O bandeirante paulista Francisco Dias Velho funda o povoado de Nossa Senhora do Desterro, que se mais tarde viria a ser o município brasileiro de Florianópolis.
- 17 de maio - Louis Jolliet e Jacques Marquette partem de Fort Michilimakinac para iniciar a exploração dos Grandes Lagos e da bacia do Mississippi, já identificado por Hernando de Soto.
- Fim da dinastia dos Nayaks de Tanjavur do sul da Índia, com a invasão e saque da capital pelo Nayak de Madurai.

## Nascimentos
- 29 de janeiro - D. Francisco Xavier de Meneses, 4.º conde da Ericeira, escritor português (m. 1743).

## Mortes
- 17 de fevereiro - Molière, dramaturgo francês, horas depois da 4ª representação da sua peça O Doente Imaginário.

## Por tema
- 1673 na ciência